# Dwight (Illinois)
Dwight è un villaggio degli Stati Uniti d'America, situato nello Stato dell'Illinois, diviso tra la contea di Grundy e la contea di Livingston.